# 에른스트 추 라이닝겐 후자

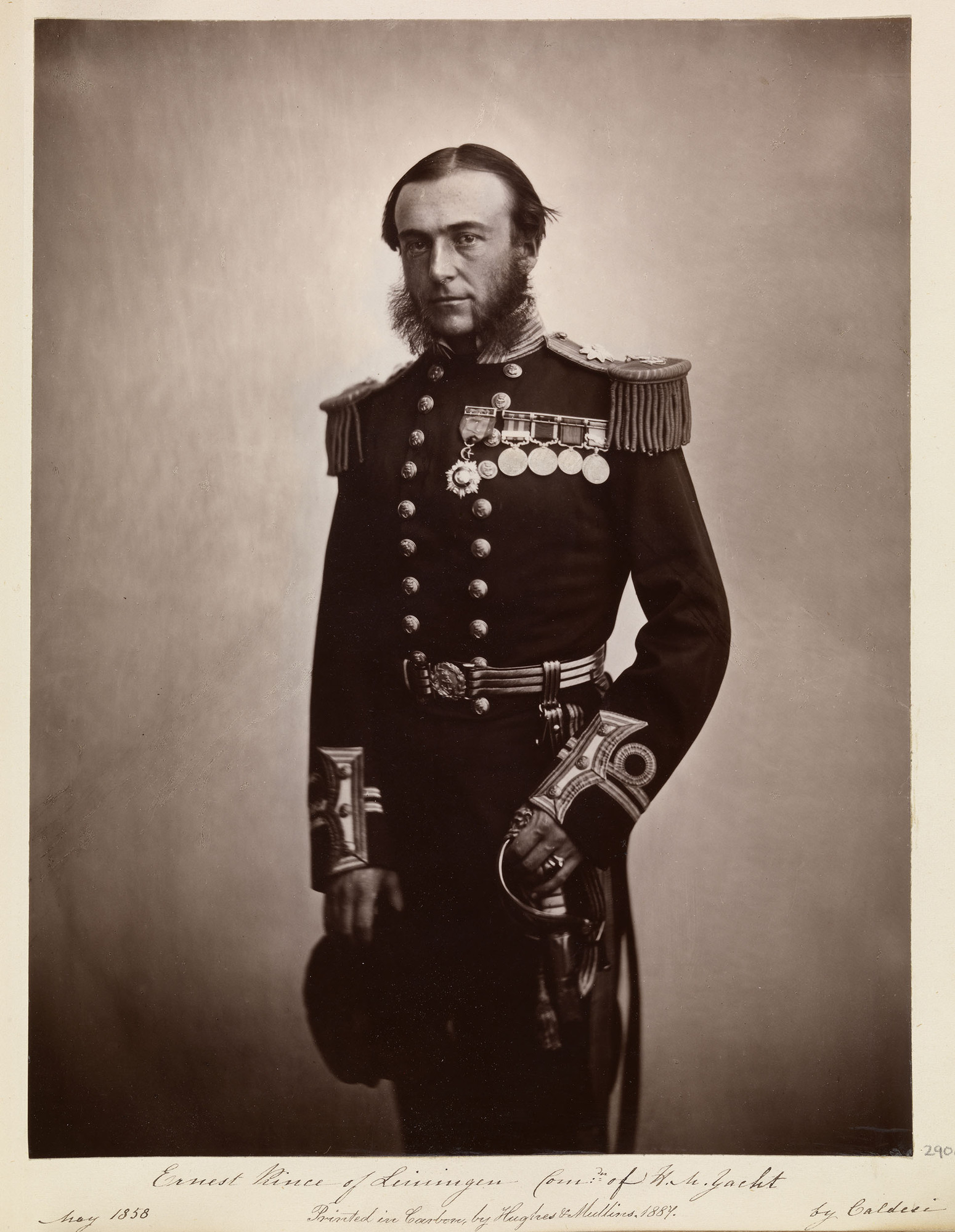
에른스트 추 라이닝겐 후자

라이닝겐 후자 에른스트(Ernst, Prince of Leiningen, 1830년 11월 9일 ~ 1904년 4월 5일)은 영국 해군에서 뛰어난 활약을 펼친 독일 귀족이었다.